# Posterij

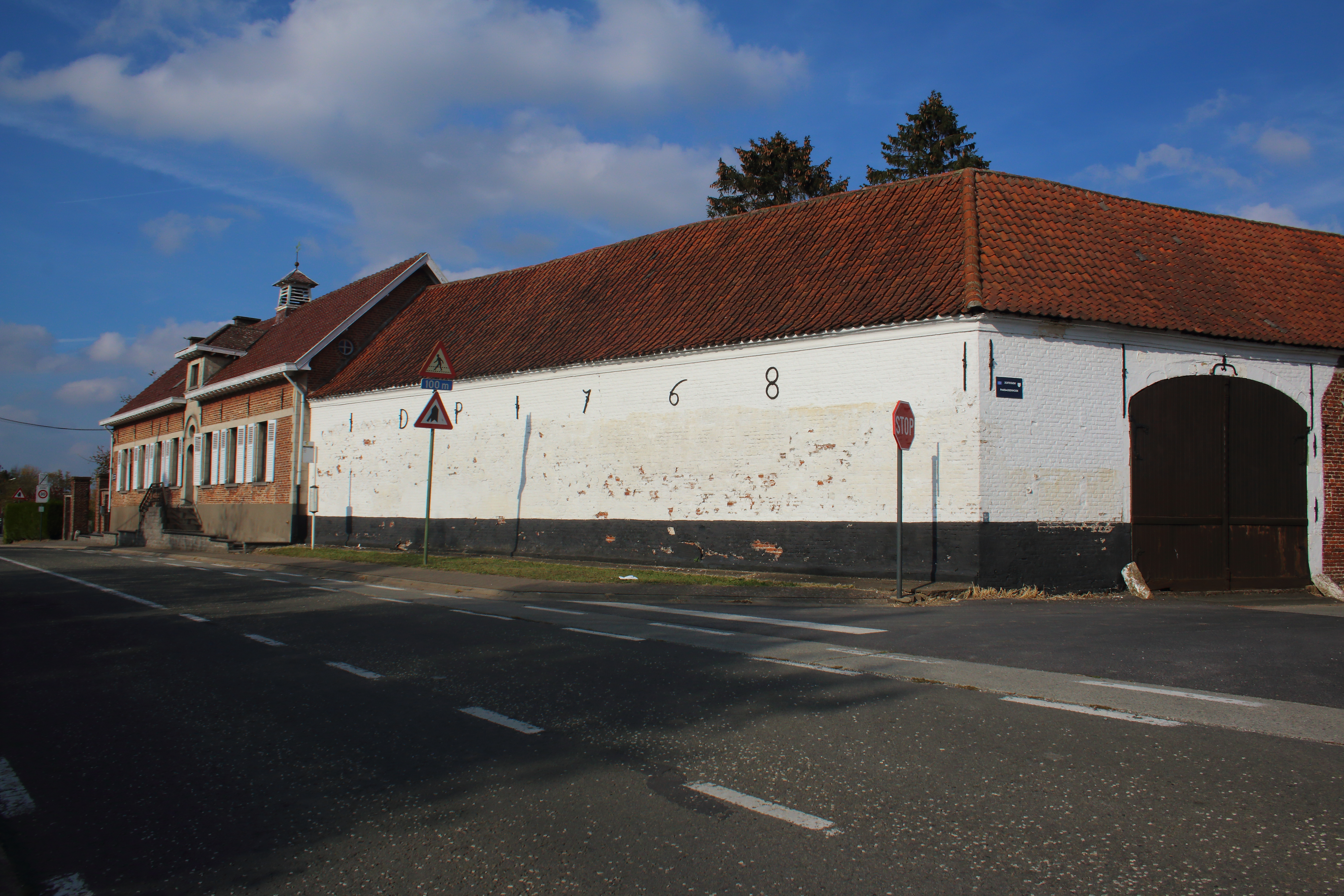
De Posterij in Grotenberge

De Posterij is een voormalige afspanning voor diligences met een historische hoeve in Grotenberge, een deelgemeente van de Belgische stad Zottegem. Het complex bestaat uit een gesloten hoeve met een trechtervormig, gekasseid erf en een woonhuis. Het woonhuis aan de straatzijde en de deels witgekalkte dienstgebouwen op gecementeerde of gepikte plint dateren uit de 18de eeuw en 19de eeuw (met latere aanpassingen). Op de Villaretkaart wordt het gebouw omschreven als Maison de la Poste de Bryvelde.
Het poortgebouw heeft een overstekend zadeldak met Vlaamse pannen op houten schoorstukken dat aansluit bij de aanpalende stalvleugel. De inrijpoort vermeldt '1752' op de houten latei. Het woonhuis is een dubbelhuis van acht traveeën en een bouwlaag onder zadeldak met klokkenruiter en windwijzer. Het huis heeft een korfboogdeur met bekronend oculus en opschrift "Postery" en een dubbele steektrap van hardsteen met ingegrifte initialen en jaartal (P.I.D.C. 1845). De Posterij en omgeving zijn beschermd als dorpsgezicht.

## Afbeeldingen

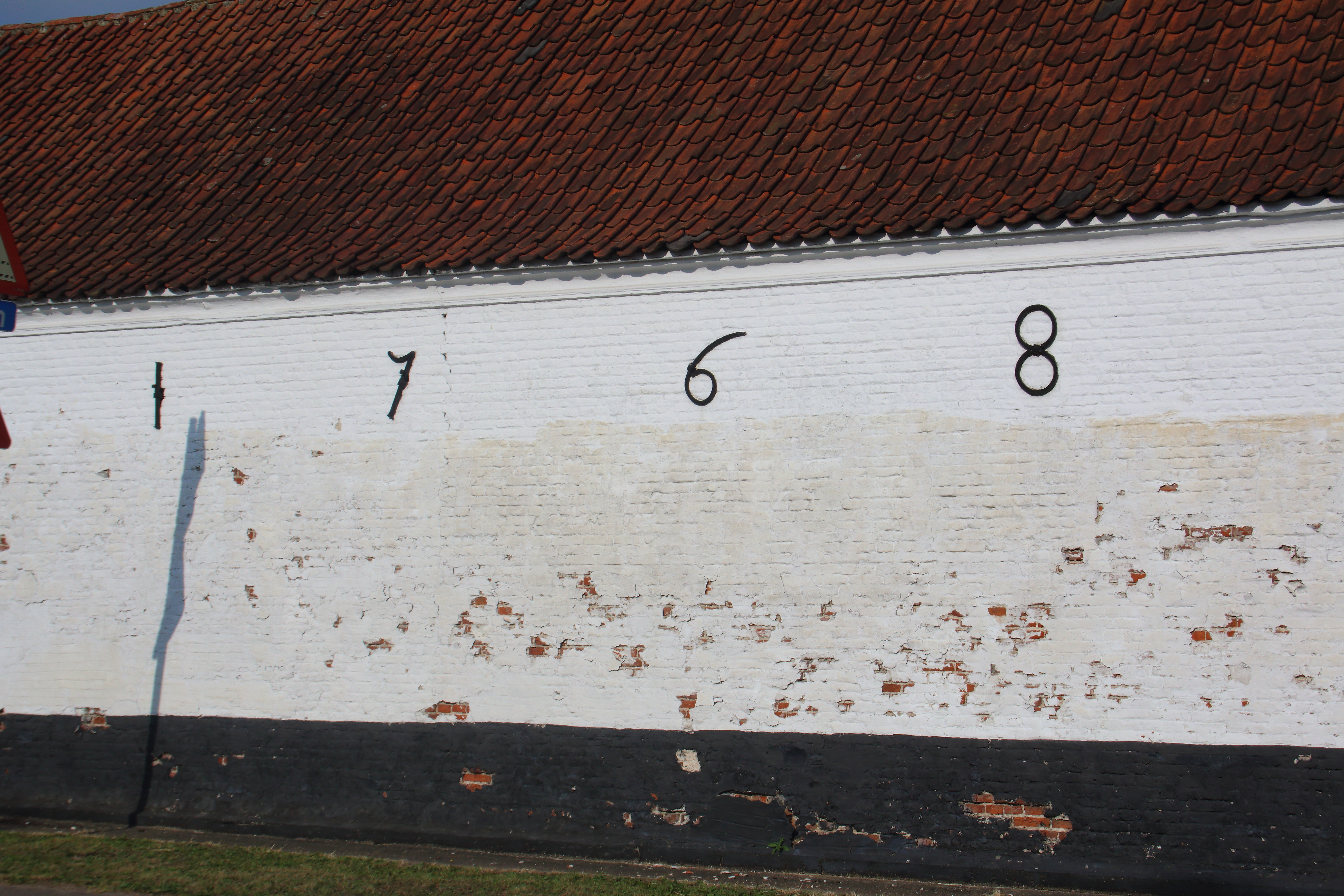
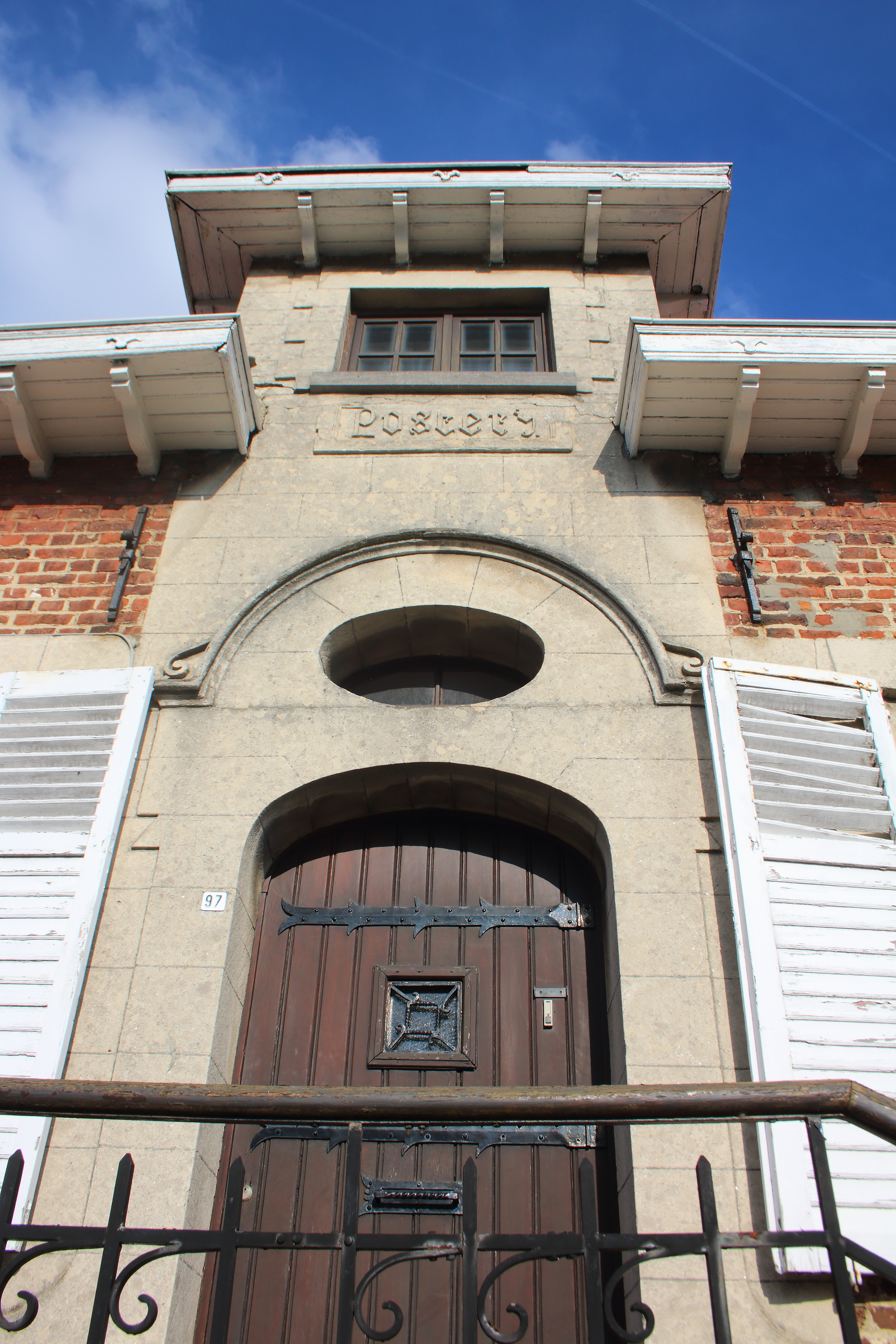
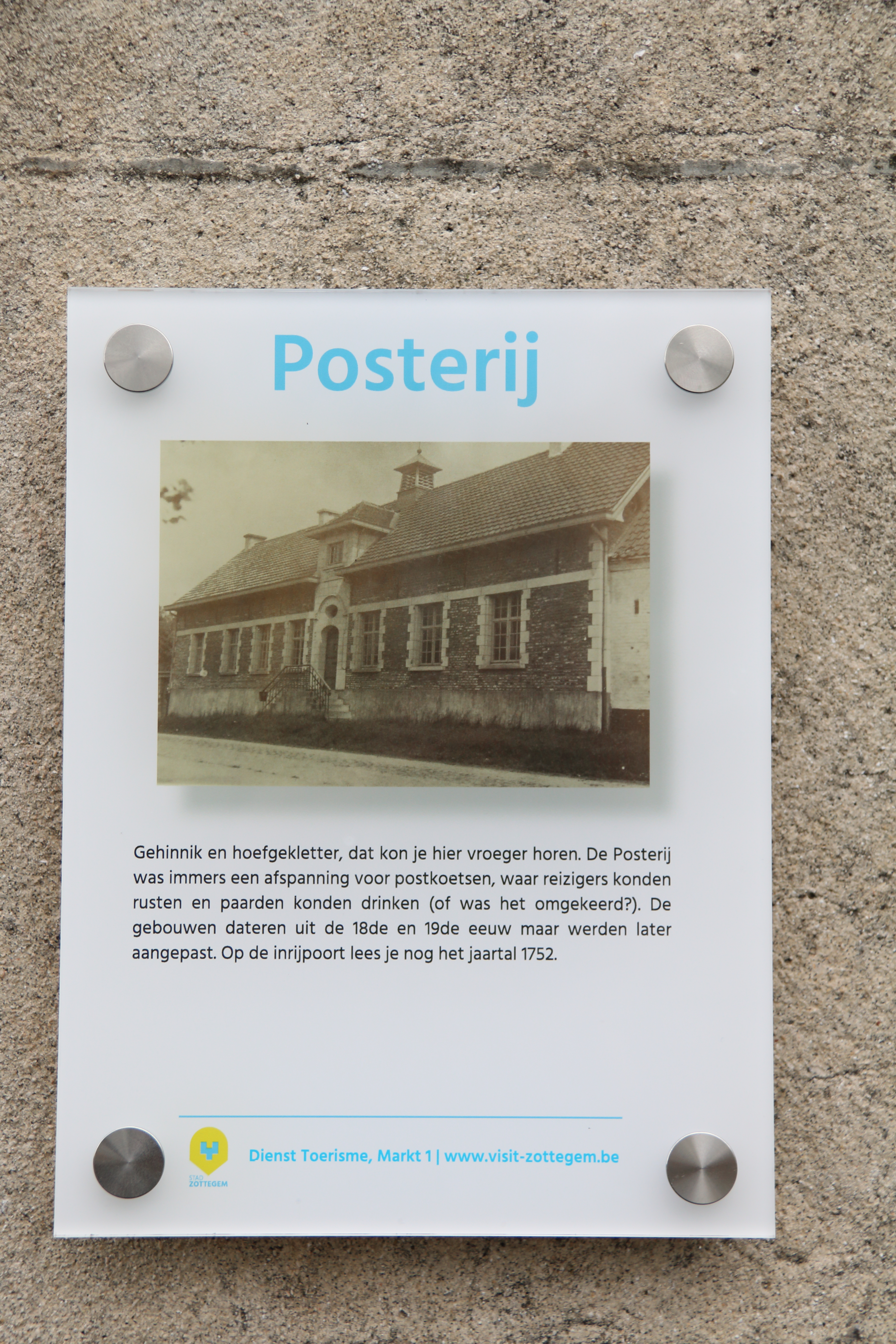
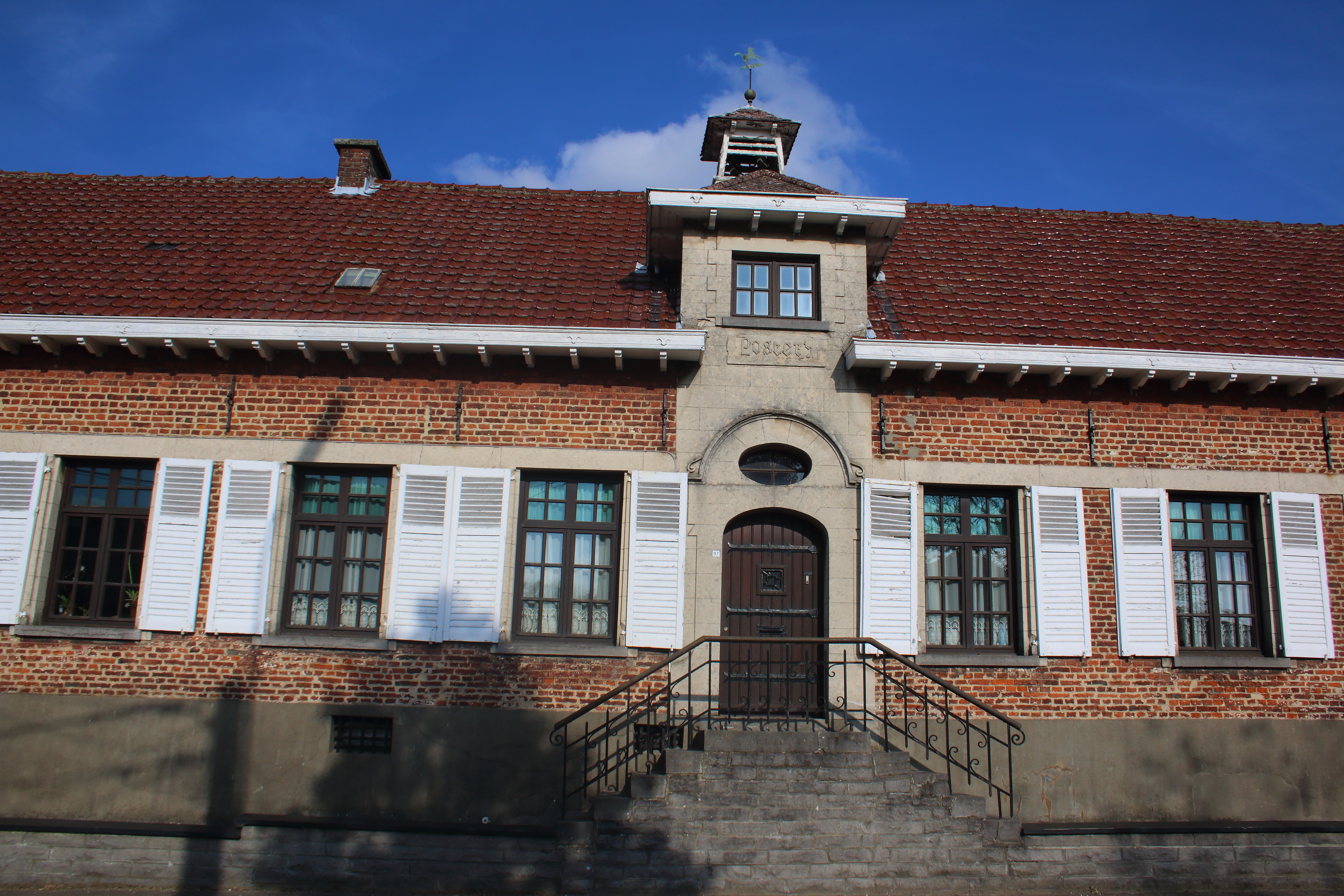